# ستيفن إريكسون (ربان)
ستيفن إريكسون (بالإنجليزية: Steven Erickson)‏ هو ربان ‏ أمريكي، ولد في 14 أغسطس 1961 في منيابولس في الولايات المتحدة.

## وصلات خارجية
- ستيفن إريكسون على موقع الاتحاد الدولي للملاحة الشراعية (موقع قديم) (الإنجليزية)
- ستيفن إريكسون على موقع أوليمبيديا (الإنجليزية)